# Elena Lashmanova
Elena Anatolyevna Lashmanova (em russo:  Елена Анатольевна Лашманова; Saransk, 9 de abril de 1992) é uma atleta russa especialista na marcha atlética. Campeã da prova nos Jogos Olímpicos de Londres, em 2012, e no Campeonato Mundial de Atletismo de 2013, em Moscou, perdeu os títulos e as medalhas por doping confirmado destas provas, numa decisão anunciada em março de 2022 pela Athletics Integrity Unit (AIU), agência de combate ao doping da World Athletics. Lashmanova foi suspensa do esporte por dois anos, de março de 2021 a março de 2023, e todos seus resultados entre 2012 e 2014 anulados, o que lhe custou as duas medalhas de ouro anteriormente conquistadas.
Campeã europeia e mundial júnior da marcha de 10 km em pista, prova feminina não-olímpica da modalidade, em Londres 2012, numa das mais disputadas provas da marcha de 20 km da história, ela tornou-se a mais jovem campeã olímpica desta modalidade, aos 20 anos, derrotando a compatriota Olga Kaniskina, campeã olímpica em Pequim 2008, tricampeã mundial e o nome dominante da modalidade nos últimos cinco anos. Kaniskina, que já havia sido derrotada por Elena na Copa do Mundo da Marcha Atlética em Saransk, na Rússia, em maio de 2012, sua única derrota, por precaução abriu uma enorme vantagem de todas as outras competidoras até os últimos dois quilômetros da marcha, apenas para ser alcançada e ultrapassada por Lashmanova nos últimos cem metros. A campeã quebrou o recorde mundial – 1:25:02 – enquanto Kaniskina, em segundo com 1:25:09, ficou apenas um segundo acima do antigo recorde da também russa Vera Sokolova. Sua marca duraria três anos e viria a ser quebrada pela chinesa Liu Hong em La Coruña, Espanha – 1:24:38s – em junho de 2015.
Em agosto de 2013, com apenas 21 anos, ela adicionou ao título de campeã olímpica o de campeã mundial ao vencer em Moscou, em frente a seu público, a prova no Campeonato Mundial de Atletismo realizado na capital russa, com o tempo de 1:27:08, depois de quase perdê-la para a compatriota Anisya Kirdyapkina ao se confundir com a linha de chegada no final da prova, dentro da pista de atletismo do estádio olímpico.

## Doping
Em junho de 2014 Lashmanova foi suspensa por dois anos das competições pela Federação Russa de Atletismo, após testar positivo para uma substância proibida após uma competição realizada em janeiro do mesmo ano na cidade de Saransk, na Mordóvia. Ela poderia voltar a competir na Rio 2016, já que sua punição, retroativa a fevereiro de 2014, acabou em fevereiro de 2016. Porém, com o banimento de todo o atletismo russo dos Jogos Olímpicos do Rio de Janeiro devido ao escândalo de doping que atingiu todo o esporte no fim de 2015, ela não pode participar de uma segunda Olimpíada. Em 2022 foi novamente suspensa por dois anos e suas medalhas de ouro entre 2012 e 2014 confiscadas.

## Pós-suspensão
Após cumprir a suspensão, voltou às competições participando de torneios internos na Rússia, sem competir internacionalmente, já que seu país encontra-se banido destas competições. Em 2018, ela quebrou o recorde mundial da chinesa Hong durante um torneio em Cheboksary, com 1:23:39, e no início de 2019 fez 1:24:31 num torneio de marcha atlética de inverno em Sóchi. As duas marcas são mais rápidas que o recorde chinês e são validadas pela IAAF como tal mas a primeira não foi oficializada  como recorde mundial pela falta de três juízes internacionais nestas competições internas, como é a regra da Federação Internacional. Assim, Hong continua oficialmente a ter o título de recordista mundial dos 20 km na marcha.